# Împăratul Ai
Împăratul Ai (n. 24 î.Hr., Heze⁠(d), Republica Populară Chineză – d. 15 august 1 î.Hr., Xi'an, Republica Populară Chineză) a fost Împărat al Dinastiei Han din China. El a urcat pe tron când avea 20 de ani, fiind moștenitorul unchiului său, împăratul Cheng, care nu avea copii în momentul decesului, și a domnit între anul 7 și 1 î. Chr.
Oamenii și oficialii erau inițial entuziasmați de ascensiunea sa, fiind privită de ei (ca și de împăratul Cheng) ca fiind inteligent și capabil. Cu toate acestea, în timpul împăratului Ai, corupția a devenit și mai răspândită și impozitele grele au fost impuse poporului. În plus, împăratul Ai a fost puternic controlat de bunica sa, Consoarta Fu (consoarta bunicului său, împăratul Yuan), care a cerut în mod necorespunzător titlul de Mare Împărăteasă Dowager - chiar dacă ea nu a fost niciodată o împărăteasă anterior și, prin urmare, nu a obținut titlul în mod corespunzător; aceasta a condus într-o situație fără precedent și nerepetată a patru femei care aveau în același timp titluri împărătești - împărăteasa Wang (mama împăratului Cheng și soția împăratului Yuan), împărăteasa Zhao Feiyan (soția împăratului Cheng), Consoarta Fu și Consoarta Mamă Ding).
Consoarta Fu a controlat scena politică extinsă până la moartea sa în anul 2 î.Hr., inclusiv un episod în care gelozia sa față de Consoarta Feng Yuan - o altă consoartă a împăratului Yuan (și, prin urmare, rivala sa) și bunica viitorului împărat Ping, Feng, fiind acuzate în mod fals de vrăjitorie și ulterior obligate să se sinucidă. În timpul domniei împăratului Ai, ea a distrus de asemenea clanul Wang (clanul împărătesei Wang), care a fost puternic în timpul domniei împăratului Cheng, și a înlocuit membrii clanurilor Fu și Ding în locul lor (ceea ce, ironic, a provocat oamenii, care nu au fost inițiați cu cei din Wang, să-și ceară revenirea la putere, deoarece au asociat plecarea celor din clanul Wang de la putere, cu incompetența împăratului Ai în administrație). Într-un act nepopular, împăratul Ai l-a condamnat la moarte pe primul său ministru Wang Jia (王嘉, fără legătură cu clanul Wang menționat mai sus), ucis pentru criticile lui, un act care l-a făcut să pară tiranic. Imperfecțiunile împăratului Ai au dus rapid la demoralizarea poporului spre guvern și la dobândirea puterii de către Wang Mang (Împărat între 9-23 d. Hr.), după ce Ai a murit în anul 1 î.Hr.
Împăratul Ai a fost, de asemenea, cunoscut ca fiind cel mai efuziv împărat homosexual al dinastiei Han. Istoricii au caracterizat relația dintre împăratul Ai și Dong Xian ca fiind iubiți și au făcut referire la relația lor ca fiind "pasiunea mânecii tăiate" (斷 袖 之 癖) după o poveste care amintește că după-amiaza după ce au adormit pe același pat, iar câmd împăratul Ai trebuia să iasă din pat și-a tăiat mâneca aflată sub capul lui Dong, decât să-l deranjeze pe acesta, care dormea. Dong a fost remarcat pentru simplitatea sa relativă în contrast cu curtea foarte ornamentată și a primit în mod progresiv posturi înalte și superioare ca parte a relației, devenind în cele din urmă comandantul suprem al forțelor armate până la moartea împăratului Ai. Dong a fost ulterior forțat să se sinucidă.

## Familia și viața ca Prinț de Dingtao
Tatăl Împăratului Ai a fost Liu Kang, prinț de Dingtao (劉康), fratele împăratului Cheng și fiul împăratului Yuan și soția acestuia, iar mama lui a fost Consoarta Ding, fiind născut în anul 25 î.Hr. cu numele de Liu Xin (劉 liú; 欣, xīn), probabil în principatul Prințului Kang (Heze, Shandong). De la naștere, a fost crescut de bunica sa paternă, de Consoarta Fu, și nu de mama lui. Printul Kang a murit în anul 23 î.Hr., iar prințul Xin, în vârstă de patru ani, a devenit Prinț de Dingtao.
În anul 9 î.Hr., prințul Xin, în vârstă de 18 ani, l-a impresionat pe unchiul său Împăratul Cheng când s-a aflat într-o vizită oficială în capitala Chang'an, când a adus trei oficiali-cheie ai principatului său - profesorul, prim-ministrul său și comandantul forțelor sale de apărare - să-l însoțească și să citească regulile legale adecvate care, după părerea lui, i-au cerut și le-au permis să le aducă cu el (chiar dacă era obișnuit ca prinții să aducă doar profesorii lor). El a arătat, de asemenea, înțelegerea clară a clasicului confucian Shi Jing, impresionându-l în continuare pe împăratul Cheng. În acel moment, împăratul Cheng, neavând moștenitor, începuse să ia în considerare fie pe fratele său mai mic, Liu Xing, prințul din Zhongshan (中山 王 劉興), fie pe nepotul său, prințul Xin, moștenitorul său. Împăratul Cheng a fost convins că prințul Xin era mai capabil.
În anul 8 î.Hr., împăratul Cheng a convocat mai mulți oficiali-cheie pentru a discuta cu ei despre care ar fi moștenitorul mai potrivit. Majoritatea, văzând probabil că împăratul Cheng se sprijinea pe prințul Xin, îl recomandă, citând regula generală a succesiunii, că atunci când nu i sa dat un moștenitor, el ar trebui să adopte copilul unui frate pentru a fi propriul său fiu și moștenitor; un oficial l-a recomandat pe Printul Xing sub rațiunea că el era mai aproape de sânge cu împăratul. Într-un act, prințul Xin a fost lăudat ca dând dovadă de umilință, când a refuzat onoarea de a trăi la palatul regal, declarând că el era în capitală doar pentru a-l sluji pe împăratul Cheng până când acesta va avea un moștenitor și că ar trebui să rămână la Dingtao în capitală.

## Ca prinț al coroanei
Indiferent dacă împăratul Cheng l-a adoptat formal pe prințul Xin, a devenit rapid o controversă majoră. Împăratul Cheng a văzut crearea prințului Xin drept prinț al coroanei ca adopție formală și credea că prințul Xin era acum fiul său. Când l-a creat pe un văr de-al său să fie noul prinț de Dingtao pentru a servi ca moștenitor al lui Prințilui Kang în iarna anului 8 î.Hr., prințul Xin, recunoscător că tatăl său va continua să fie venerat ca strămoș, a prezentat o notă formală de mulțumire - la care împăratul Cheng a fost foarte jignit, crezând că prințul Xin nu ar mai fi recunoscător pentru ceea ce se face pentru tatăl său de sânge.
Împăratul Cheng a dorit ca prințul Xin să se comporte ca fiul său, așa cum o făcea față de Consoarta Fu și Consoarta Ding. Împăratul Cheng a decretat că Consoarta Fu (acum prințesa Dowager de Dingtao) și Consoarta Ding trebuie să rămână în Dingtao și să nu li se permită să vină la Chang'an să-l viziteze prințul Xin. După ceva timp, mama împăratului Cheng, Marea Împărăteasă Wang, care nu dorea să continue aceste reguli dure, a decretat că Prințesa Dowager Fu avea voie să-l vadă pe prințul Xin, sub motivul că ea, crescându-l, avea doar rolul unei doici. Consoarta Ding, cu toate acestea, ar continua să nu aibă voie să-l vadă pe prințul Xin.
Împăratul Cheng a murit brusc în anul 7 î.Hr., aparent dintr-un accident vascular cerebral (deși istoricii au raportat, de asemenea, posibilitatea unei supradoze de afrodisiace care i-au fost date de Consoarta Zhao Hede). Prințul Xin a urcat astfel pe tron ca împăratul Ai. Împărăteasa Dowager Wang, în calitate de bunică (și bunică "legală"), a devenit Mare Împărăteasă. El a creat-o pe Consoarta Fu, fiica vărului bunicii sale, Fu Yan (傅 晏), împărăteasă.

## Ca împărat

### Domnia timpurie - optimism
Împăratul Ai, în vârstă de 20 de ani în momentul încoronării, a pus capăt practicii împăratului Cheng de a delega sarcini imperiale unchilor și verișorilor săi din clanul Wang și a apărut cu sârguință în conducerea sa. De asemenea, a redus foarte mult cheltuielile. Atât oficialii, cât și oamenii au crezut că, după domnia impăratului Yuan și cu imprudența și impresionantele cheltuieli ale împăratului Cheng, în final va fi un împărat capabil.
În anul 7 î.Hr., sub auspiciile împăratului Ai, o propunere majoră de reducere a servitutismului involuntar a fost făcută de câțiva funcționari - prinții s-ar fi limitat la 200 de slujitori, prințese la 100 de slujitori și alți nobili și oameni de rând la 30 de slujitori, iar aceștia să fie eliberați după un serviciu de trei ani. Cu toate acestea, după ce propunerea a fost făcută, mulți proprietari de slujitori au solicitat prezentarea propunerii, iar împăratul Ai a emis doar o versiune limitată care prevedea eliberarea servitorilor care aveau peste 50 de ani.

### Optimismul zdruncinat
Problema rolurilor prințesei Fu și Consoartei Ding (și onoarea, dacă este cazul, de a acorda postumum tatălui împăratului Ai, Prințul Kang), totuși, va izbucni repede într-o controversă majoră. Inițial, Marea Împărăteasă Wang a decretat că Printesa Fu și Consoarta Ding să îl vadă periodic, la fiecare 10 zile. Cu toate acestea, prințesa Fu a început să-și viziteze zilnic nepotul și a insistat să se facă două lucruri: să primească un titlu de împărăteasă și ca rudele ei să primească titluri. Împărăteasa Wang, impunătoare a legăturii pe care a avut-o împăratul Ai, i-a acordat mai întâi prințului Kang titlul neobișnuit de "Împăratul Gong de Dingtao" (定陶 共 皇) și apoi, sub rațiunea acelui titlu, i-a dat Prințesei Fu titlu "Împărăteasa Gong de Dingtao" (定切 共 皇太后) și Consoartei Ding titlul "Împărăteasa Gong de Dingtao" (定 výsled-共 皇后). Mai mulți membri ai clanurilor Fu și Ding au fost creați marchizi. Marea împărăteasă dădătoare Wang a ordonat, de asemenea, nepotului său, Wang Mang, comandantul forțelor armate, să demisioneze și să transfere puterea clanurilor Fu și Ding. Împăratul Ai a refuzat și a cerut lui Wang Mang să rămână în administrația sa.
Împărăteasa Fu nu a fost mulțumită de titlul ei inferior (doar ca împărăteasă, ci a vrut să fie Mare Împărăteasă cu calificatul "Dingtao"). Câțiva oficialii-cheie care s-au opus mișcării au fost făcuți oameni de rând, fără nici o altă vină - inclusiv premierul Kong Guang (孔 光) și prim-inspectorul Shi Dan (師 丹) - doi dintre primii trei oficiali ai administrației. Al treilea, vărul împărătesei Fu, Fu Xi (傅 喜), care s-a opus, de asemenea, acțiunilor împărătesei Fu, în ciuda relației sale cu ea, a fost îndepărtat din poziția sa și trimis înapoi la moșia sa.
În anul 5 î.Hr., Împărăteasa Fu avea în sfârșit ceea ce voia. Împăratul Ai a înlăturat calificarea "Dingtao" din titlul postum al tatălui său (astfel făcându-l pur și simplu "Împăratul Gong"), și apoi i-a dat bunicii o variantă a titlului mare de împărăteasă (deniaitaihou (帝 太太 后).
În decursul acestor ani, în afară de luptele de la palate, ceea ce a afectat administrația împăratului Ai (nu spre deosebire de modul în care a afectat administrația unchiului său împăratul Cheng) a fost situația generală în care ar fi fost făcute propuneri bune împăratului Ai, iar apoi le-ar aproba personal fără să ia o acțiune reală asupra lor. Mai mult, a fost aspru în pedepsele sale față de funcționarii care nu erau de acord cu el, dar fără a se limita la problema titlurilor bunicii și mamei sale. De multe ori, el ar reveni în aceste pedepse, după un timp, ceea ce l-a făcut să pară și indecis. De asemenea, va promova repede oficialii pe care îi văzuse ca fiind capabili și cinstiți și atunci, de îndată ce acea capacitate sau onestitate i-ar fi ofensat într-un fel, le-ar fi degradat. Temperamentul său ar fi putut fi legat de faptul că el era, de asemenea, constant bolnav, deși natura bolii nu este cunoscută.

### Relația cu Dong Xian
Aproximativ în anul 4 î.Hr., împăratul Ai a intrat într-o relație care l-ar fi făcut capabil să ia alte decizii decât cele făcute din impuls. A început să favorizeze oficialul minor Dong Xian, iar istoricii au crezut în mare măsură că au o relație homosexuală. Ambii bărbați erau căsătoriți, dar asta nu ar fi fost văzut ca fiind în conflict cu o relație de dragoste homosexuală. Ai a venit dintr-o lungă linie de împărați, toți căsătoriți, desigur, cu relații cu persoane de sex masculin, enumerați în istoricul lor oficial.
Ai i-a acordat multe onoruri lui Dong încât a alarmat curtea. Dong și soția sa s-au mutat în palat, iar sora lui Dong a devenit consoartă imperială. Tatăl lui Dong a fost făcut marchiz (關內). Împăratul Ai a dispus de asemenea să fie construită o locuință luxoasă, la fel de luxoasă ca un palat imperial, pentru Dong. Toți cei care s-au opus acestor onoruri au fost sever pedepsiți.
În anul 3 î.Hr., împotriva opoziției primului său ministru Wang Jia (王嘉), împăratul Ai l-a creat pe Don Marchiz de Gao'an. În anul următor, prim-ministrul a înaintat un raport către împăratul Ai, în care a cerut ca onorurile acordate lui Dong să fie limitate. Acest raport a fost formulat cu atenție ca să pară că-l interesează pe Dong. Acesta a avertizat că Dong ar putea suferi aceeași soartă cu Deng Tong (鄧 通) favorit al împăratului Wen, care a murit de foame după ce averea lui a fost confiscată de moștenitorul împăratului Wen sau ca cea a favoritului împăratului Wu, Han Yan (韓嫣), care a fost executat de Împărăteasa Wow după ce a fost acuzat de asumarea incorectă a stilului imperial.
Mai târziu, în anul 2 î.Hr., când Wang Jia se opunea extinderii moșiei lui Dong, împăratul Ai l-a acuzat pe nedrept de crime și l-a forțat să se sinucidă. Mai târziu în acel an, Dong a devenit comandant al forțelor armate - la vârsta de 22 de ani - și în mod efectiv cel mai puternic funcționar din administrație. Mai mulți membri ai clanului Dong au devenit și ei oficiali importanți, împrăștiindu-i într-un final pe cei din clanul Fu și Ding după ce împărăteasa Fu a murit.

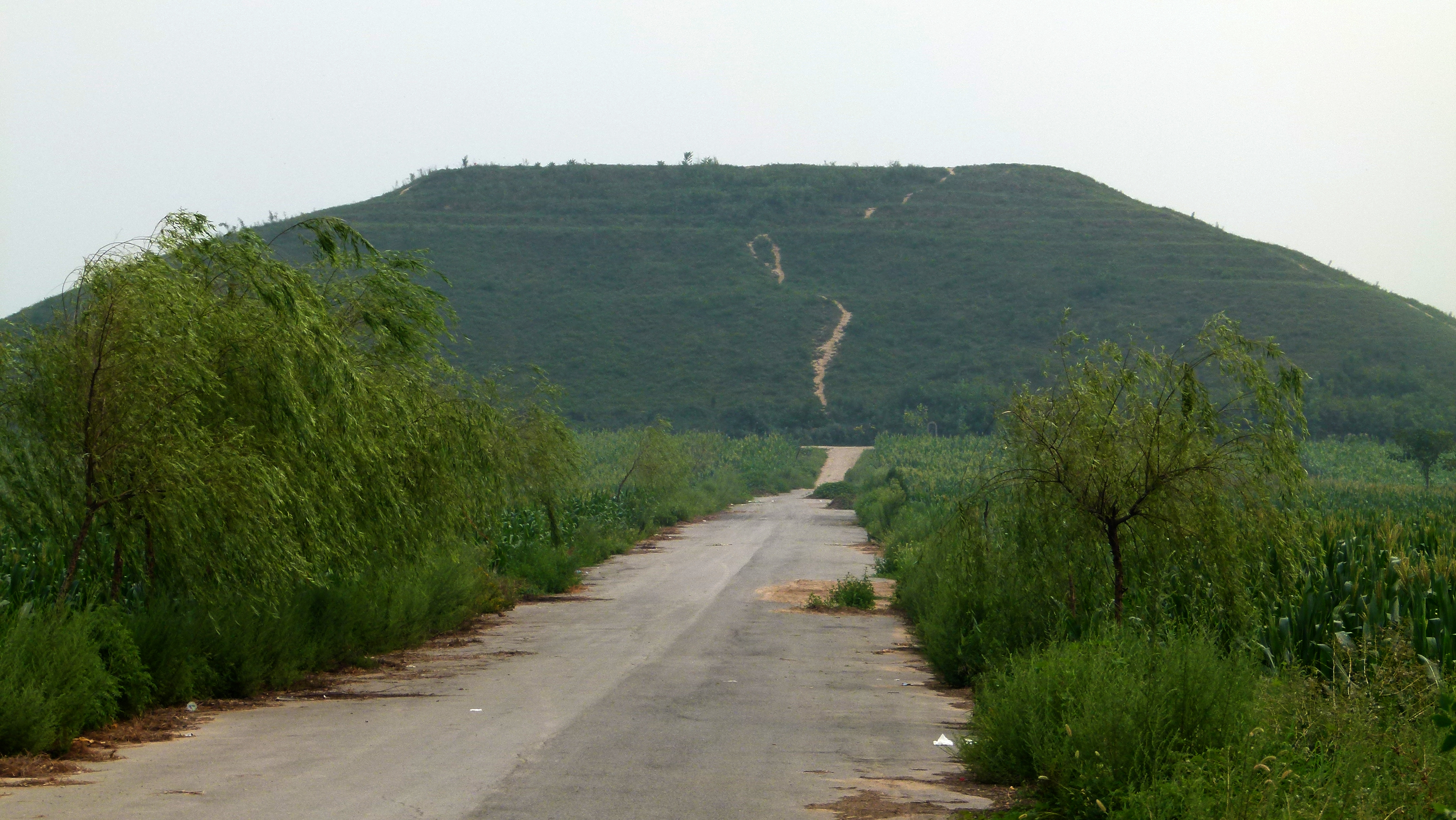
Yiling (義 陵), mormântul împăratului Ai, în Xianyang, Shaanxi

## Moartea
Împăratul Ai a murit în anul 1 î.Hr. Nu este clar care a fost cauza exactă a morții, dar se pare că a cedat bolilor de care suferise întotdeauna. Pe patul de moarte, Ai a ordonat ca tronul său să fie transferat lui Dong Xian, dar acest lucru a fost ignorat de consilierii imperiali.
Marea Împărăteasă a acționat rapid pentru a-i sechestra sigiliul și a luat puterea înapoi de la Dong Xian, restabilindu-l pe Wang Mang ca regent. Dong Xian și soția sa s-au sinucis. Împăratul Ai fiind oficial urmat de vărul său, prințul Jizi, în calitate de împărat Ping, dar acesta a fost doar un pretext pentru Wang Mang să profite de tron nouă ani mai târziu. Abuzul de putere al lui Ai, influențat mai întâi de bunica sa și apoi de dragostea sa pentru Dong, a făcut ca oamenii și oficialii să tânjească pentru întoarcerea lui Wang.

## Informații personale
- Tată

- Prințul Kang de Dingtao, frate al împăratului Cheng și fiul împăratului Yuan al dinastiei Han.
- Mamă

- Consoarta Ding.
- Soție

- Împărăteasa Fu, forțată de Wang Mang să comită suicid în anul 1 î.Hr.
- Copii

- fără copii.
- Iubiți

- Dong Xian